# Leopoldo García-Alas García-Argüelles
Leopoldo García-Alas García-Argüelles (Oviedo, 12 de noviembre de 1883-Oviedo, 20 de febrero de 1937) fue un jurista, profesor universitario y político español. Llegó a ser rector de la Universidad de Oviedo. Hijo del escritor Leopoldo Alas "Clarín", y miembro del Partido Republicano Radical Socialista, fue fusilado por el bando sublevado durante la guerra civil.

## Biografía
Cursó los estudios de Derecho en la Universidad de Oviedo donde se licenció en 1904. En Madrid trabajó como pasante en el despacho de abogado de Melquíades Álvarez y como secretario de la Junta para Ampliación de Estudios, desde su creación en 1907. En 1913 viajó a Alemania para mejorar su formación hasta que el estallido de la guerra mundial, le obligó a regresar a España (1914). En Madrid de nuevo, volvió al trabajo en la Junta y obtuvo el doctorado en la Universidad Central de Madrid.
En 1920 obtiene la cátedra de Derecho civil en la Universidad de Oviedo y en mayo de 1931 —tras la proclamación de la Segunda República— fue nombrado rector de la misma, tras la dimisión tanto del anterior rector como del vicerrector, Isaac Galcerán Cifuentes y Eguren Bengoa, respectivamente.

Ya había escrito varias obras jurídicas y diversos artículos en El País, El Socialista y El Heraldo de Madrid, donde se había posicionado dentro de la izquierda política. En las elecciones a Cortes Constituyentes de junio de 1931 fue elegido diputado por Oviedo de la coalición republicano-socialista, siendo designado por el ministro de Justicia, Álvaro de Albornoz, subsecretario del Ministerio para el primer bienio de la Segunda República Española (1931-1933). Ocupó interinamente el cargo de ministro por ausencia de aquel en cuatro ocasiones durante su mandato. Después se reintegró a la universidad. 

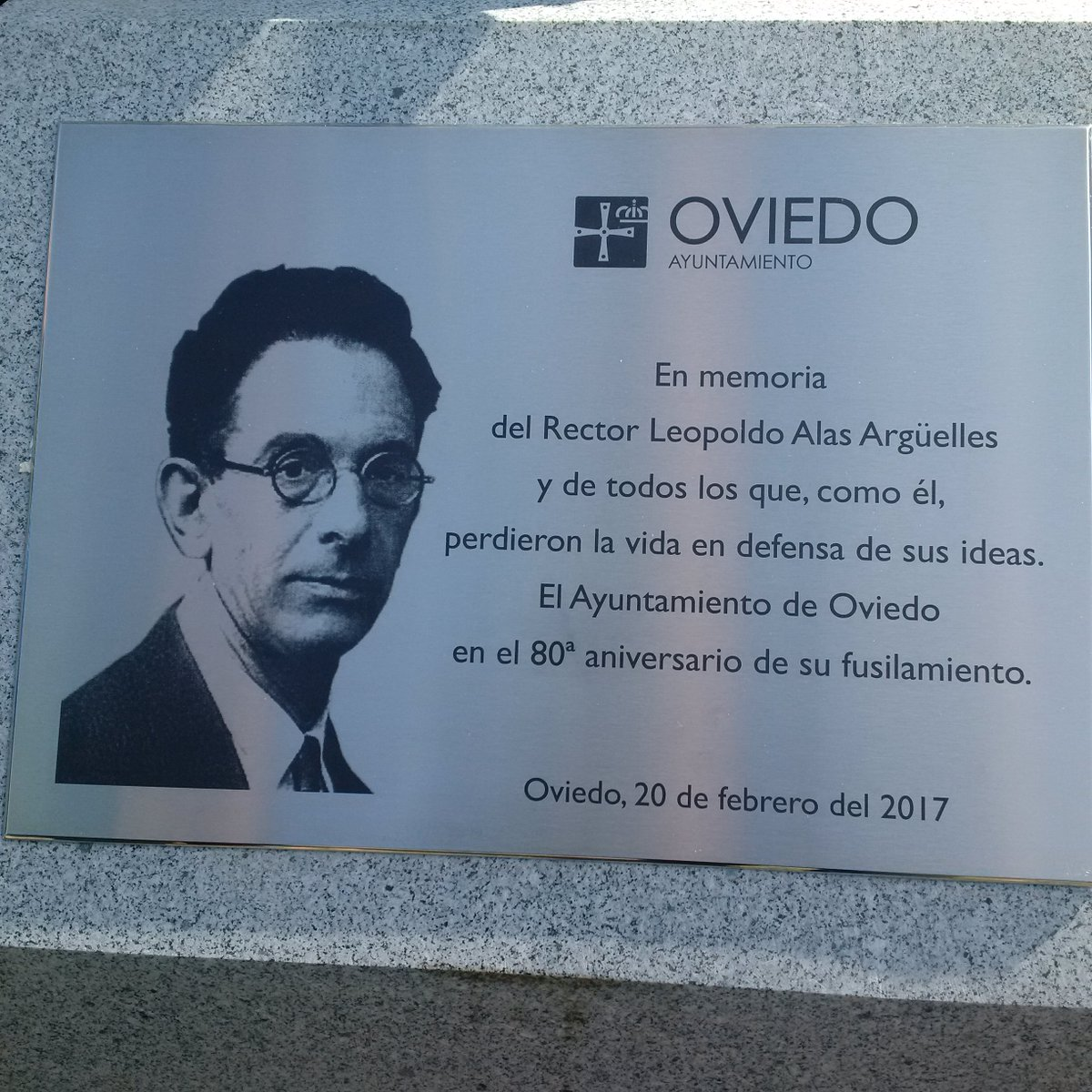
Placa conmemorativa en el 80.º aniversario de su fusilamiento.

Nombrado en 1932 miembro del Consejo Nacional de Cultura.

#### Guerra Civil
Tras el golpe de Estado de 1936 que dio inicio a la Guerra Civil fue detenido, juzgado en Consejo de Guerra el 21 de enero de 1937 y fusilado por las tropas franquistas el 20 de febrero siguiente en la Cárcel Modelo de Oviedo. Uno de los soldados del piquete de ejecución, antiguo alumno del rector, se negó a participar, siendo a su vez fusilado por los sublevados.Una representación del claustro de la Universidad de Oviedo, afín a estos insurrectos, había viajado también a Salamanca, capital del bando de Franco, para salvar la vida de su antiguo compañero. Desde París, el profesor Alfredo Mendizábal movilizó a profesores de la Sorbona y del Instituto Católico para pedir su indulto.
La ejecución de García Alas se justificó por haber asistido a un mitin de Azaña, por haber sido miembro del gobierno provisional de la República y ser elegido rector de la universidad ovetense al proclamarse aquella. El pelotón de fusilamiento falló en primera instancia, y el profesor acabó rematado con un tiro de gracia. El periodista Juan Antonio Cabezas ha relatado las últimas palabras que habría pronunciado ante el pelotón, según las mujeres presas al otro lado del muro:

«¡Mujeres que me escucháis al otro lado de esta tapia! ¡Que ésta sea la última sangre vertida! ¡Que sirva para aplacar los odios y las venganzas! ¡Viva la libertad!»

## Reconocimientos y homenajes póstumos
En 1970 Jorge Guillén dedica su libro Guirnalda civil, publicado en Massachusetts, Estados Unidos, "A la memoria de Leopoldo Alas. Legalmente asesinado el 16 de febrero de 1937".
Desde 1976 la Universidad de Oviedo le ha homenajeado en varias ocasiones. Así, en 1976, añadió a la colección de retratos de rectores el suyo, realizado por Paulino Vicente en 1974. Era el único rector que no contaba con retrato y García-Alas aparece sin el traje académico de rector, como el resto, aunque con algunos símbolos propios del rectorado: la medalla al cuello y el birrete y el bastón de mando sobre la mesa. Desde el año 2007, el aula ocho del edificio histórico de la Universidad lleva el nombre de "Rector Alas" en su memoria.
En 2012 y por unanimidad, el Ayuntamiento de Oviedo le nombró Hijo Predilecto y en 2023, el Consejo de Gobierno del Principado de Asturias hizo lo propio, en este caso, de Asturias.